# Billboard Music Award para Top Social Artist
The Billboard Music Awards for Top Social Artist é uma das duas categorias votadas por fãs no show de premiação. É concedido com base nas principais interações dos fãs com a música, incluindo streaming e engajamento social, juntamente com os resultados globais da votação online.
O prêmio foi conquistado pela primeira vez em 2011 por Justin Bieber, que é o artista mais indicado na categoria com oito indicações, seguido por Ariana Grande com seis, enquanto BTS, Rihanna e Taylor Swift têm quatro cada. Bieber também é o indicado mais premiado, com seis vitórias consecutivas. Sua seqüência de vitórias foi quebrada na cerimônia de 2017 pelo BTS, que foi o primeiro grupo de K-pop a ser nomeado e ganhar um prêmio de música da Billboard. Eles ganharam o prêmio por quatro anos consecutivos desde então.

## Vencedores e nomeados
| Ano  | Vencedor      | Nomeados(as)                                                  | Ref           |
| ---- | ------------- | ------------------------------------------------------------- | ------------- |
| 2011 | Justin Bieber | - Eminem - Akon - Lady Gaga - Rihanna                         | [ 5 ] [ 6 ]   |
| 2012 | Justin Bieber | - Shakira - Rihanna - Eminem - Lady Gaga                      | [ 7 ]         |
| 2013 | Justin Bieber | - One Direction - Katy Perry - Rihanna - Taylor Swift         | [ 8 ]         |
| 2014 | Justin Bieber | - Miley Cyrus - One Direction - Rihanna - Taylor Swift        | [ 9 ] [ 10 ]  |
| 2015 | Justin Bieber | - Miley Cyrus - Selena Gomez - Ariana Grande - Taylor Swift   | [ 11 ]        |
| 2016 | Justin Bieber | - Selena Gomez - Ariana Grande - Demi Lovato - Taylor Swift   | [ 12 ]        |
| 2017 | BTS           | - Justin Bieber - Selena Gomez - Ariana Grande - Shawn Mendes | [ 13 ] [ 14 ] |
| 2018 | BTS           | - Justin Bieber - Ariana Grande - Demi Lovato - Shawn Mendes  | [ 15 ] [ 16 ] |
| 2019 | BTS           | - Exo - Got7 - Ariana Grande - Louis Tomlinson                | [ 17 ]        |
| 2020 | BTS           | - Billie Eilish - Exo - Got7 - Ariana Grande                  | [ 18 ]        |